# Marcel Jemma
Pour les articles homonymes, voir Jemma.
Pour l’article ayant un titre homophone, voir Jemaa.
 (mars 2018).
Si vous disposez d'ouvrages ou d'articles de référence ou si vous connaissez des sites web de qualité traitant du thème abordé ici, merci de compléter l'article en donnant les références utiles à sa vérifiabilité et en les liant à la section « Notes et références ».
De parents italiens, Marcello Iemma dit Marcel Jemma (1939) est un acteur français. Il est le frère de Maria Jemma, de Jean-Louis Jemma et de Raymond Jemma et l'oncle de Dorothée Jemma.

## Théâtre
Élève de René Simon au Cours Simon, il a interprété de nombreux rôles au théâtre :
- Marius dans Marius et Fanny de Marcel Pagnol
- Frédéri dans L'Arlésienne d'Alphonse Daudet
- Lui dans Le Veilleur de nuit de Sacha Guitry
- Jesus dans A souffert sous Ponce Pilate de Paul Raynal
- Œdipe dans La Machine infernale de Jean Cocteau
- Nepperg dans Madame Sans Gêne de Victorien Sardou
- Gaston dans Gigi de Colette
- Coûfontaine dans L'Otage de Paul Claudel
- Tartuffe dans Tartuffe ou l'Imposteur de Molière
- Dom Juan dans Dom Juan ou le Festin de pierre de Molière
- Monsieur De dans Madame De ... de Louise de Vilmorin

Il a aussi joué dans de nombreuses autres pièces (Macbett d'Eugène Ionesco, 6 Personnages en quête d'auteur de Luigi Pirandello, Les Trois Sœurs d'Anton Tchekhov, Les Rosenberg ne doivent pas mourir d'Alain Decaux etc ...)
Il a également mis en scène trois pièces :
- Du côté de chez l'autre d'Alan Ayckbourn
- Les Princes de Lune de Raymond Iemma
- Le Grand Standing de Neil Simon

Il réalise et présente des émissions de radio sur le thème de la musique classique, notamment "Poésies et Musiques" sur France Culture.

## Filmographie
- 1982 : Tir groupé
- 1983 : Ronde de nuit

À la télévision, il interprète Monsieur de La Mole dans Le Rouge et le Noir.
Il a également doublé de nombreux rôles dans des séries, des films et des dessins animés (Côte Ouest, Dallas, Capitaine Furillo, Cobra, Gigi, Judo Boy, Les Quatre Filles du docteur March, X-Or...)

## Doublage
- 1987 : La Gagne : M. Edwards (Bruce Dern)